# Рама (механіка)

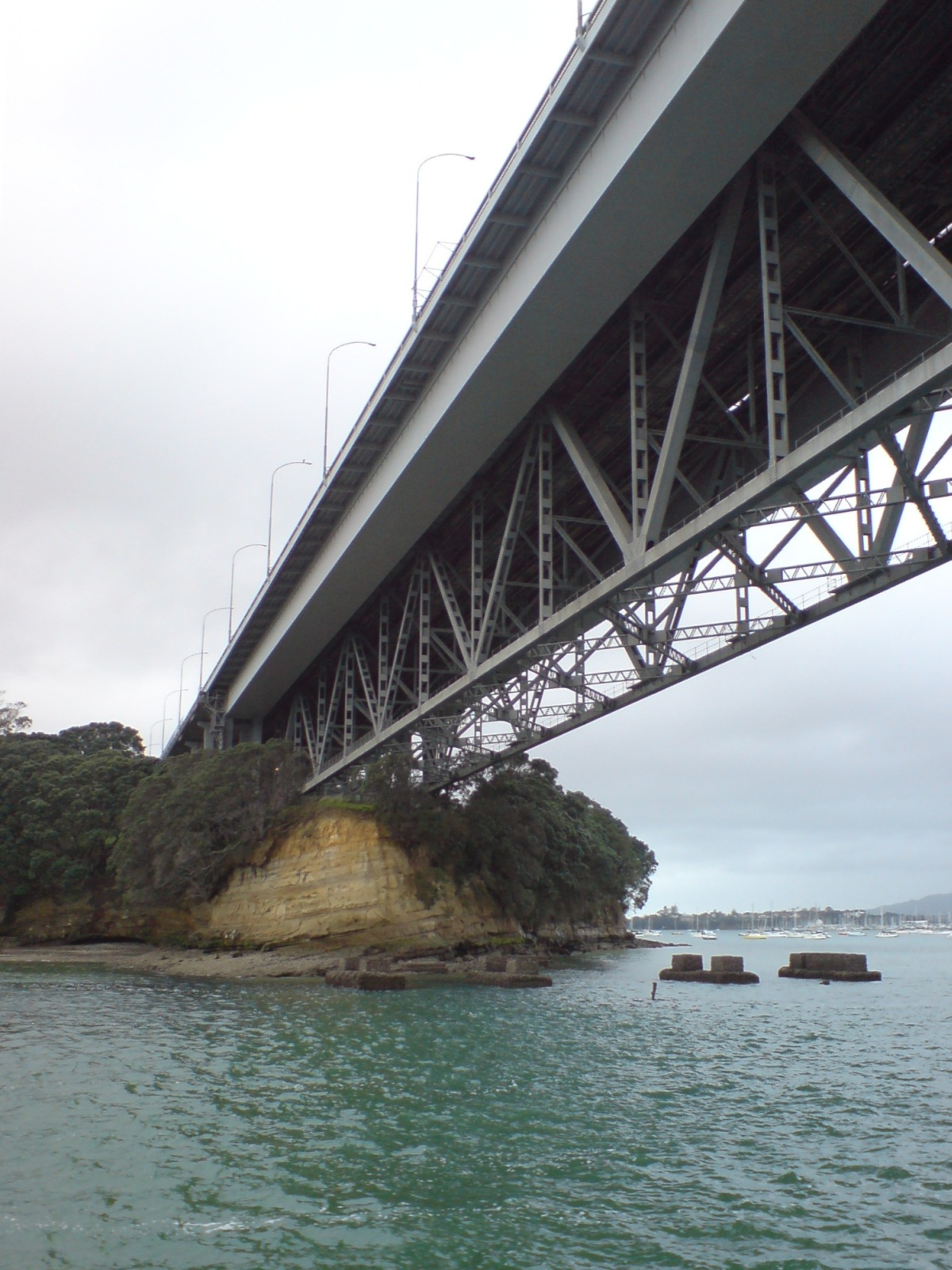
Сталева рама моста

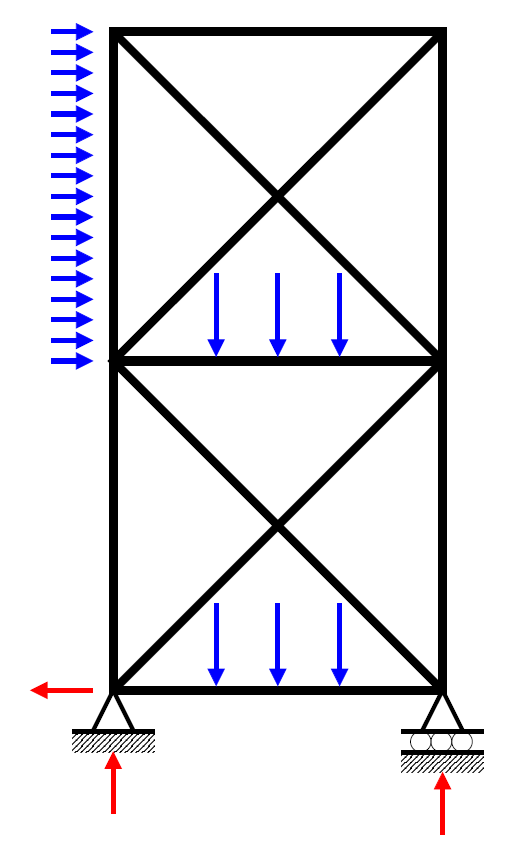
Схема плоскої рами з прикладеними зовнішніми навантаженнями (сині стрілки) та реакціями опор (червоні стрілки)

Ра́ма (від нім. Rahmen) — геометрично незмінювана стрижнева система, елементи якої зазнають здебільшого згину і (чи) крутіння.

## Конструкція
Конструктивно рама виконується як механічна система, що складається із стрижнів, які поєднуються між собою у вузлах, причому принаймні деякі з вузлів є жорсткими. Жорсткість вузлів виключає відносне повертання скріплених стрижнів, тобто у таких вузлових точках кути між осями сполучених стрижнів залишаються незмінними. 
Вертикальні стрижні або близькі до вертикальних, називають стояками (стійками) , а горизонтальні чи майже горизонтальні — ригелями.

## Класифікація
Рами є в основному тримальними конструкціями, вони створюють рамний каркас або основу споруд і машин. Розрізняють рами:
- плоскі і просторові;
- статично невизначувані (найпоширеніші) і статично визначувані;
- за матеріалом: металеві, залізобетонні (у тому числі попередньо напружені) та дерев'яні (головним чином клеєні);
- суцільні й ґратчасті;
- прості і складні: одно- і багатопрогонові та/чи одно- і багатоярусні.

## Методи розрахунку зусиль
Статично невизначувані рами розраховують загальними методами: методом сил, методом переміщень та змішаним методом. Для розрахунку складних рамних багатопрогонових і багатоярусних каркасів застосовують наближені методи, що ґрунтуються на спрощенні розрахункових схем з наступним використанням одного із загальних методів, або методи послідовних наближень.
Опорні реакції в рамах визначаються методом перерізів. При цьому рама або її секція (прогін, ярус) відокремлюється від опор. Замість розсічених в'язей прикладаються реакції, після чого для відокремленої частини складаються рівняння рівноваги, розв'язок яких визначає величини опорних реакцій.
Внаслідок дії зовнішніх навантажень у перерізах плоских рам виникають внутрішні
зусилля: згинальні моменти, поздовжні сили і поперечні сили. Розрахунок рам полягає в обчисленні зусиль і в побудові графіків їх розподілу в стрижнях. Означені графіки називають епюрами внутрішніх зусиль.
Згинальний момент (M) у перерізі стержня рами обчислюється як сума моментів усіх сил, що прикладені до рами по один бік від перерізу, відносно центра тяжіння перерізу. Знаки згинальних моментів для рам не визначені. При побудові епюри ординати на стрижнях рам прийнято відкладати від розтягнених волокон.
Поперечна сила (Q) в перерізі стрижня рами обчислюється як сума проєкцій усіх сил, розташованих по один бік від перерізу, на нормаль до осі стрижня в цьому перерізі. Поперечна сила вважається додатною, якщо вона намагається повернути відповідну частину стрижня відносно перерізу за годинниковою стрілкою.
Поздовжня сила (N) в перерізі стрижня рами обчислюється як сума проєкцій всіх сил, розташованих по один бік від перерізу, на напрям осі стрижня в цьому перерізі. Тут також беруть до уваги всі сили, які діють на одну з частин рами. Поздовжня сила вважається додатною, якщо вона розтягує переріз.
У разі, якщо опорні реакції задовольняють умовам рівноваги, внутрішні зусилля, обчислені із розгляду лівої й правої частин рами, матимуть ті ж самі величини. На цій підставі при виконанні практичних розрахунків слід розглядати ту частину рами, на яку діє менша кількість зовнішніх сил, тобто ту, для якої простіше виконати обчислення.
Зазначений спосіб визначення внутрішніх зусиль застосовується при розрахунку простих рам.

## Побудова епюр внутрішніх зусиль
При побудові епюр виникає необхідність обчислювати зусилля у значній кількості
перерізів. Істотне скорочення перерізів може бути одержано за рахунок використання правил побудови епюр у стрижнях, відомих з курсу опору матеріалів:
- якщо на ділянці стрижня відсутнє будь-яке зовнішнє навантаження, то епюра згинальних моментів змінюється за лінійним законом, а поперечні й поздовжні сили є постійними. Тому для побудови епюри M достатньо обчислити згинальні моменти в двох перерізах ділянки, а для побудови епюр Q і N — величини поперечних і поздовжніх сил лише в одному перерізі;
- якщо на ділянці стрижня розташоване розподілене навантаження, то згинальні моменти змінюються за нелінійним законом (у випадку, коли навантаження розподілене рівномірно — за законом квадратної параболи), і тому для побудови епюри M необхідно обчислити згинальні моменти принаймні в трьох перерізах ділянки. Епюри Q i N при дії рівномірно розподіленого навантаження змінюються за лінійним законом, і тому необхідно обчислювати відповідні величини у двох перерізах. Якщо ж навантаження розподілене нерівномірно, то величини Q i N змінюються за нелінійним законом і для побудови їхніх епюр необхідно обчислювати відповідні величини не менше ніж у трьох перерізах ділянки.

Отже, для побудови епюр необхідно насамперед розбити раму на окремі ділянки. Межами ділянок можуть бути:
- місця сполучення двох або більше стрижнів;
- перерізи, у яких прикладено зовнішні зосереджені сили або моменти;
- місця початку і закінчення розподілених навантажень.

Далі для кожної ділянки треба призначити перерізи для обчислення згинальних моментів, поперечних і поздовжніх сил, визначити відповідні величини і побудувати їхні епюри.
Перевіряються побудовані епюри шляхом аналізу рівноваги вузлів або будь-яких
фрагментів розрахункової схеми, до яких прикладаються зовнішні навантаження, а також внутрішні зусилля, які вибираються з побудованих епюр. До того ж перевіряється відповідність між епюрами згинальних моментів і поперечних сил:
{\displaystyle Q={\frac {dM}{dx}}.}
Тут x — координата перерізу, яка вимірюється вздовж стрижня (координата абсцис локальної системи координат стержня). Виходячи з геометричного змісту похідної можна вважати, що поперечна сила в перерізі стержня дорівнює тангенсу кута нахилу дотичної до епюри М в даному перерізі до стержня. Якщо дотична відхиляється від стрижня за годинниковою стрілкою, то поперечна сила в перерізі буде додатною. Крім того, нульова точка на епюрі Q відповідатиме екстремуму на епюрі М.